# 苏厄德 (阿拉斯加州)
苏厄德（英語：Seward），是美国阿拉斯加州的一座城市。该市的人口在2000年为2830人，2010年有2693人。人口在阿拉斯加州排行第19。

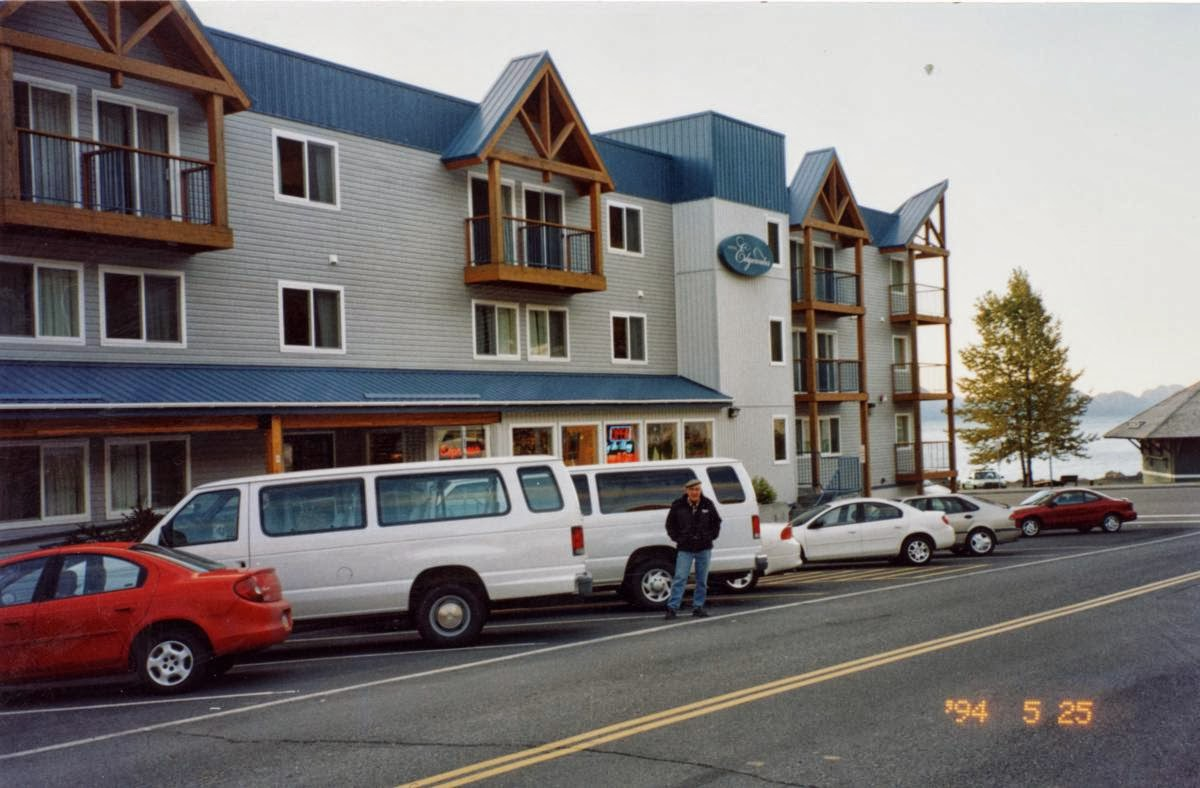
西沃德酒店

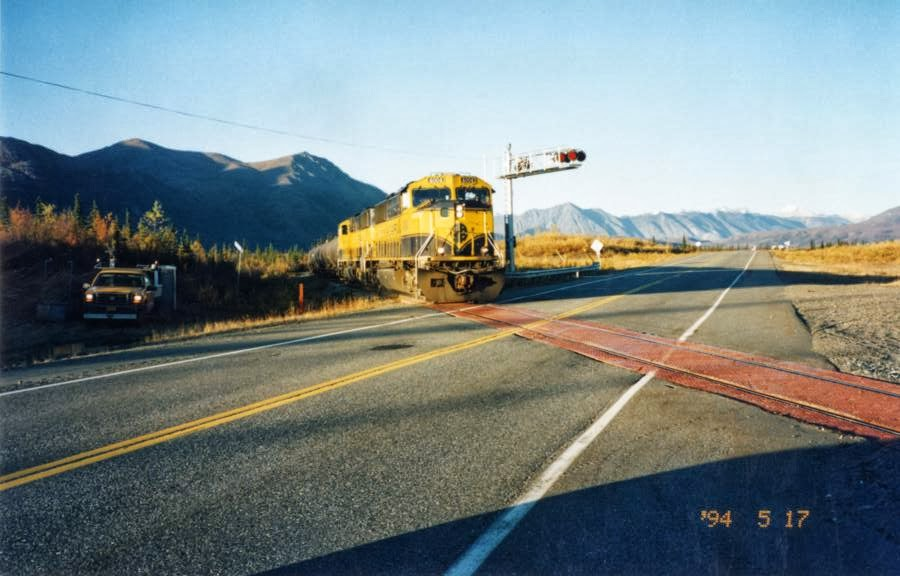
公路